# Барон Мостин
Барон Мостин из Мостина в графстве Флинтшир — наследственный титул в системе Пэрства Соединённого королевства. Он был создан 10 сентября 1831 года для сэра Эдварда Ллойда, 2-го баронета (1768—1854). Ранее он представлял в Палате общин Великобритании Флинт Боро (1806—1807, 1812—1831) и Бомарис (1807—1812). Его сын, Эдвард Мостин Ллойд-Мостин, 2-й барон Мостин (1795—1884), заседал в палате общин от Флинтшира (1831—1837, 1841—1842, 1847—1854) и Личфилда (1846—1847), а также служил лордом-лейтенантом Мерионетшира (1840—1884).
В 1831 году лорд Мостин получил королевское разрешение на дополнительную фамилию «Мостин». Его старший сын и наследник, достопочтенный Томас Ллойд-Мостин (1830—1861), заседал в Палате общин от Флинтшира (1854—1861), скончался при жизни отца. Поэтому лорду Мостину наследовал его внук, Лливелин Невилл Вон Ллойд-Мостин, 3-й барон Мостин (1856—1929), сын достопочтенного Томаса Ллойда-Мостина. После смерти 22 марта 2011 года Лливелина Роджера Ллойда Ллойда-Мостина, 6-го барона (1948—2011), ему наследовал его единственный сын, Грегори Филипп Роджер Мостин, 7-й барон Мостин (род. 1984).
Титул баронета из Пенгверра в графстве Флинтшир в системе Баронетства Великобритании был создан в 1778 году для Эдварда Прайса Ллойда (ок. 1710—1795). Его сменил его внучатый племянник, сэр Эдвард Прайс Ллойд, 2-й баронет (1768—1854), который в 1831 году был возведен в звание пэра.

## Баронеты Ллойд из Пенгверра (1778)
- 1778—1795: Сэр Эдвард Прайс Ллойд, 1-й баронет (ок. 1710 — 26 мая 1795), сын Джона Ллойда (ум. 1729);
- 1795—1854: Сэр Эдвард Прайс Ллойд, 2-й баронет[англ.] (17 сентября 1768 — 3 апреля 1854), сын Белла Ллойда (1729—1773), внук Уильяма Ллойда (ум. 1730), внучатый племянник предыдущего, барон Мостин с 1831 года.

## Бароны Мостин (1831)
- 1831—1854: Эдвард Прайс Ллойд, 1-й барон Мостин[англ.] (17 сентября 1768 — 3 апреля 1854), сын Белла Ллойда (1729—1773);
- 1854—1884: Эдвард Мостин Ллойд-Мостин, 2-й барон Мостин[англ.] (13 января 1795 — 17 марта 1884), старший сын предыдущего;
  - Достопочтенный Томас Эдвард Ллойд-Мостин[англ.] (23 января 1830 — 8 мая 1861), старший сын предыдущего;
- 1884—1929: Лливелин Невилл Вон Ллойд-Мостин, 3-й барон Мостин (7 апреля 1856 — 11 апреля 1929), старший сын предыдущего;
- 1929—1965: Эдвард Лливелин Роджер Ллойд-Мостин, 4-й барон Мостин (16 марта 1885 — 2 мая 1965), второй сын предыдущего;
- 1965—2000: Роджер Эдвард Ллойд Ллойд-Мостин, 5-й барон Мостин (17 апреля 1920 — 5 июня 2000), старший сын предыдущего;
- 2000—2011: Лливелин Роджер Ллойд Ллойд-Мостин, 6-й барон Мостин (26 сентября 1948 — 22 марта 2011), единственный сын предыдущего;
- 2011 — настоящее время: Грегори Филип Роджер Мостин, 7-й барон Мостин (род. 31 декабря 1984), единственный сын предыдущего;
  - Наследник титула: Роджер Хью Ллойд-Мостин (род. 1 декабря 1941), единственный сын Хью Уинна Ллойда-Мостина (1903—1975), троюродный брат предыдущего, праправнук 2-го барона Мостина.